# Rameau superficiel du nerf plantaire latéral
 (février 2023).
Le rameau superficiel du nerf plantaire latéral est un nerf du pied.

## Origine
Le rameau superficiel du nerf plantaire latéral est une branche terminale du nerf plantaire latéral.

## Trajet
Le rameau superficiel du nerf plantaire latéral se divise en un nerf digital plantaire propre et en un nerf digital plantaire commun.
Le nerf digital plantaire propre innerve le côté latéral du 5ème orteil et donne un rameau pour le muscle court fléchisseur du petit orteil.
Le nerf digital plantaire commun communique avec le troisième nerf digital plantaire commun du nerf plantaire médial. Il se divise en deux nerfs plantaires propres qui innervent les côtés adjacents des quatrième et cinquième orteils. Il fournit également une branche motrice aux muscles interosseux du pied situés dans le quatrième espace interdigital.